# Distrito Escolar 112 de North Shore

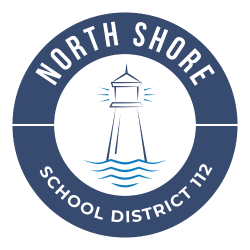
Logotipo del distrito escolar.

El Distrito Escolar 112 de North Shore (North Shore School District 112) es un distrito escolar de Illinois. Tiene su sede en Highland Park. La junta educativa del distrito tiene un presidente, un vicepresidente, y cinco miembros.

## Escuelas
Escuelas secundarias:
- Northwood Junior High School
- Edgewood Middle School
- Elm Place Middle School

Escuelas primarias:
- Braeside Elementary School
- Indian Trail Elementary School
- Lincoln Elementary School
- Oak Terrace Elementary School
- Ravinia Elementary School
- Red Oak Elementary School
- Sherwood Elementary School
- Wayne Thomas Elementary School

Escuela preescolar:
- Early Childhood Center at Green Bay School